# Гусятин
Гуся́тин (укр. Гусятин (послушатьо файле)) — посёлок в Чортковском районе Тернопольской области Украины. Административный центр Гусятинской поселковой общины.

## Географическое положение
Посёлок находится на правом берегу реки Збруч, выше по течению на расстоянии в 1,5 км расположено село Ольховчик, ниже по течению на расстоянии в 3 км расположено село Суходол, на противоположном берегу — село Гусятин.
Через посёлок проходят автомобильные дороги Т-2002, Т-2011 и железная дорога, станция Гусятин.

## Население
В январе 1989 года численность населения составляла 6618 человек.
По состоянию на 1 января 2013 года численность населения составляла 7147 человек.

### Языковой состав
Родной язык населения по данным переписи 2001 года:
| Язык       | Численность, чел. | Доля     |
| ---------- | ----------------- | -------- |
| Украинский | 6 386             | 98,16 %  |
| Русский    | 93                | 1,42 %   |
| Другое     | 27                | 0,42 %   |
| Итого      | 6 506             | 100,00 % |

## История
1431 год — дата основания.

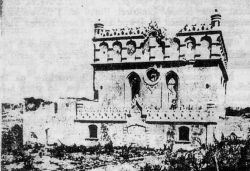
Оборонная синагога первой половины 17 века в Гусятине. Фото начала 20 века

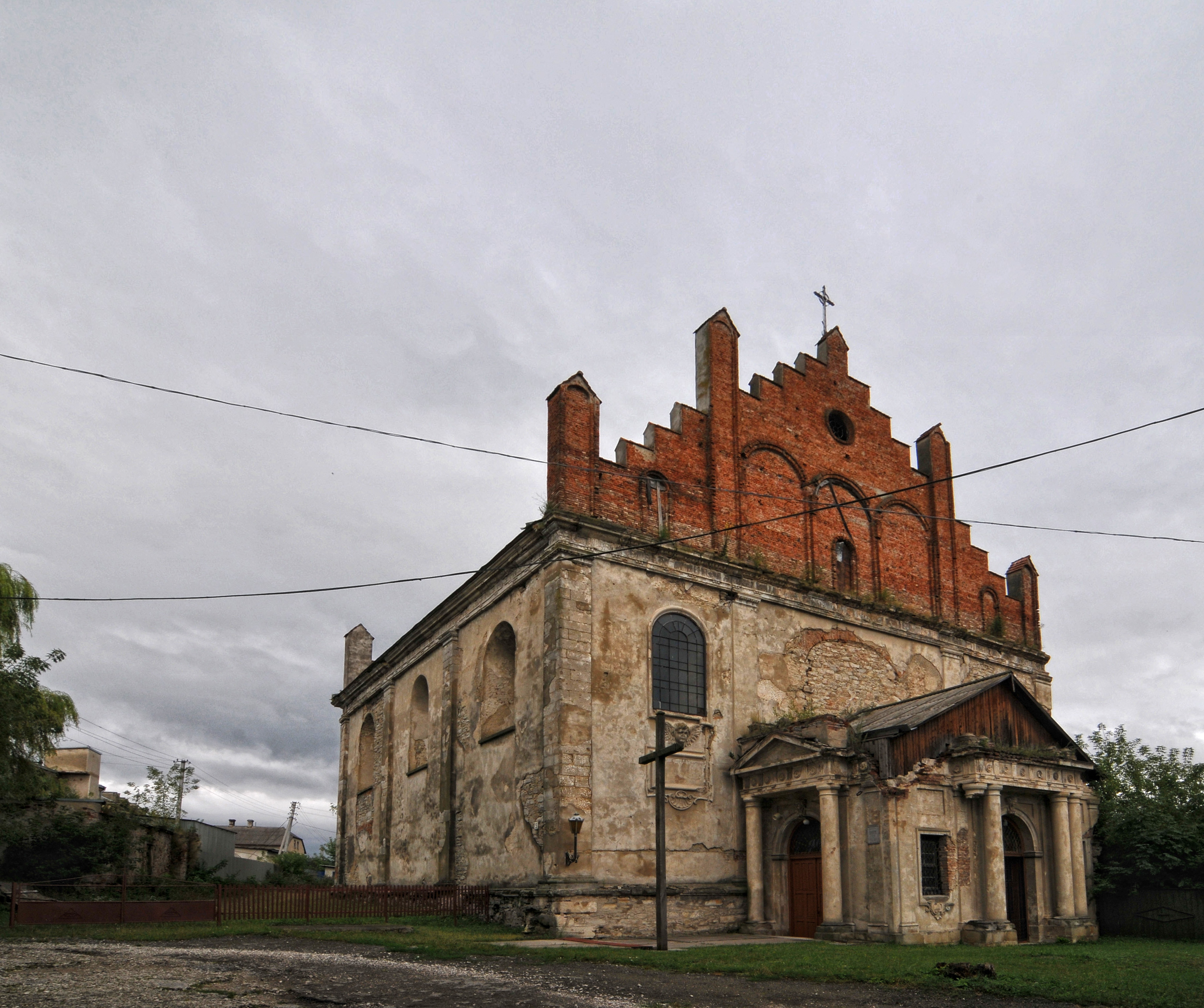
Костёл бернардинцев

В XIX веке — город на территории Австро-Венгрии на границе с Россией.
В 1880 году население — 5514 жителей, из них 3780 — иудеи, 736 — католики, 698 — греко-католики
После начала Великой Отечественной войны 7 июля 1941 года Гусятин был оккупирован наступавшими немецкими войсками
Войскам, участвовавшим в прорыве обороны противника, в ходе которого были освобождены Гусятин и другие города, приказом Верховного Главнокомандующего И. В. Сталина от 24 марта 1944 года объявлена благодарность и в столице СССР г. Москве дан салют 20-ю артиллерийскими залпами из 224 орудий.
24 марта 1944 года освобождён от гитлеровских германских войск советскими войсками 1-го Украинского фронта в ходе Проскуровско-Черновицкой операции:
- 1-й гвардейской армии в составе: части войск 24-й сд (генерал-майор Прохоров, Фёдор Александрович) 11-го гв. ск (генерал-майор (генерал-майор Замерцев, Иван Терентьевич).
- 4-й танковой армии в составе: 10-го гв. тк (генерал-майор т/в Белов, Евтихий Емельянович) в составе: 61-й гв. тбр (подполковник Жуков, Николай Григорьевич), 62-й гв. тбр (подполковник Денисов, Сергей Алексеевич).
- 1-й танковой армии в составе: часть сил 45-й гв. тбр (полковник Моргунов Николай Васильевич) 11-го гв. тк (генерал-лейтенант т/в Гетман, Андрей Лаврентьевич).

Приказом Верховного Главнокомандующего И. В. Сталина от 3.04.1944 года № 078 в ознаменование одержанной победы соединение, отличившееся в боях за освобождение города Гусятина, получило наименование «Гусятинского»:
- 45-я гвардейская танковая бригада (полковник Моргунов Николай Викторович)[10].

В 1961 году присвоено статус посёлка городского типа.
В мае 1995 года Кабинет министров Украины утвердил решение о приватизации Гусятинского опытно-экспериментального механического завода и Гусятинского машиностроительного завода.
В ходе административно-территориальной реформы в Украине, в 2020 году Гусятинский район был упразднён, а посёлок стал административным центром Гусятинской поселковой общины Чортковского района.

## Экономика
- «Гусятинский механический завод», ОАО.
- «Камазцентрзапчасть», ООО.
- «Элегант», мебельная фабрика.

## Объекты социальной сферы
- Школа.
- Детский сад.
- Дом культуры.
- Больница.
- Гусятинский колледж Тернопольского государственного технического университета.

## Известные люди
- Демьян Наливайко — украинский писатель, поэт, полемист, просветитель, церковный деятель, старший брат Северина Наливайко.
- Северин Наливайко — казацкий предводитель конца XVI века, руководитель крестьянско-казацкого восстания.
- Петруский, Октав (1820—1894) — польский политический и общественный деятель. Почётный гражданин г. Гусятин (1885).

## Достопримечательности
- Гусятинский замок[12].
- Синагога (был краеведческий музей).
- Костёл бернардинцев.
- Церковь Св. Онуфрия.
- Збручский идол, ныне хранится в Краковском археологическом музее.

## Гусятин в произведениях искусства
В повести А. И. Куприна «Прапорщик армейский» герой пересекает границу из России в Австрию и оказывается в Гусятине, который в то время был австрийским пограничным городом, населенным русинами и евреями.